# Tomobrachyta nigroplagiata
Tomobrachyta nigroplagiata är en skalbaggsart som beskrevs av Leon Fairmaire 1887. Tomobrachyta nigroplagiata ingår i släktet Tomobrachyta och familjen långhorningar.
Artens utbredningsområde är Madagaskar. Inga underarter finns listade i Catalogue of Life.